# شانه ونوس
شانه ونوس نام یک گونه از سرده شانه ونوس است.